# Programme ARAKS
 (août 2024).
La mise en forme du texte ne suit pas les recommandations de Wikipédia : il faut le « wikifier ».
Les points d'amélioration suivants sont les cas les plus fréquents :
- Les titres sont pré-formatés par le logiciel. Ils ne sont ni en capitales, ni en gras.
- Le texte ne doit pas être écrit en capitales (les noms de famille non plus), ni en gras, ni en italique, ni en « petit »…
- Le gras n'est utilisé que pour surligner le titre de l'article dans l'introduction, une seule fois.
- L'italique est rarement utilisé : mots en langue étrangère, titres d'œuvres, noms de bateaux, etc.
- Les citations ne sont pas en italique mais en corps de texte normal. Elles sont entourées par des guillemets français : « et ».
- Les listes à puces sont à éviter, des paragraphes rédigés étant largement préférés. Les tableaux sont à réserver à la présentation de données structurées (résultats, etc.).
- Les appels de note de bas de page (petits chiffres en exposant, introduits par l'outil «  Source ») sont à placer entre la fin de phrase et le point final[comme ça].
- Les liens internes (vers d'autres articles de Wikipédia) sont à choisir avec parcimonie. Créez des liens vers des articles approfondissant le sujet. Les termes génériques sans rapport avec le sujet sont à éviter, ainsi que les répétitions de liens vers un même terme.
- Les liens externes sont à placer uniquement dans une section « Liens externes », à la fin de l'article. Ces liens sont à choisir avec parcimonie suivant les règles définies. Si un lien sert de source à l'article, son insertion dans le texte est à faire par les notes de bas de page.
- La présentation des références doit suivre les conventions bibliographiques. Il est recommandé d'utiliser les modèles {{Ouvrage}}, {{Chapitre}}, {{Article}}, {{Lien web}} et/ou {{Bibliographie}}. Le mode d'édition visuel peut mettre en forme automatiquement les références.
- Insérer une infobox (cadre d'informations à droite) n'est pas obligatoire pour parachever la mise en page.

Pour une aide détaillée, merci de consulter Aide:Wikification.
Si vous pensez que ces points ont été résolus, vous pouvez retirer ce bandeau et améliorer la mise en forme d'un autre article.
Le programme ARAKS ou mission ARAKS (« ARtificial Aurora between Kerguelen and Sogra ») est un programme franco-soviétique réalisé en 1975.
Son but est l'étude des conditions de propagation des électrons sur la ligne de force du champ magnétique par les biais de fusées-sondes Eridan équipées d'un canon à électrons fonctionnant par impulsion. Les fusées ont été lancées depuis les îles Kerguelen. Le programme a réussi à simuler une aurore boréale dans la région d'Arkhangelsk, à 1 000 km au nord de Moscou.

## Résumé de la mission
L’expérience Programme ARAKS consiste  à injecter des électrons énergétiques dans l’ionosphère et la magnétosphère à l’aide d’un canon à électrons de 15 kW embarqué à bord d’une fusée-sonde. Les expériences antérieures américaines et soviétiques ont prouvé la faisabilité de telles expériences actives.
Deux fusées sondes Eridan sont lancées des îles Kerguelen en 1975, successivement les 26 janvier puis 15 février. Le premier lancement est effectué dans la direction du Nord magnétique, le second dans la direction de l’Est magnétique.
Les études de faisabilité ont montré que suivant l’angle d’attaque de 0 à 140° par rapport aux lignes de force du champ magnétique, ces particules sont précipitées dans l’hémisphère Nord ou dans l’hémisphère Sud où elles produisent des aurores, d’autres sont réfléchies par effet miroir ou par rétrodiffusion atmosphérique. Dans l’ionosphère et la magnétosphère des phénomènes d’ondes magnétiques et électriques sont générés dans une très large bande de fréquences (0 à 5 MHz).
Plusieurs expériences scientifiques et techniques sont ainsi effectuées à l’issue de la phase de définition du projet :
- fonctionnement en vol d’un accélérateur d’électrons d’une puissance de 15 kW et 0,5 A d’intensité ;
- étude des phénomènes de neutralisation des charges utiles  par une source de plasma au césium (mesures de potentiel) ;
- excitation des molécules de la basse atmosphère vers 100 km d’altitude dans la région géomagnétiquement conjuguée de Kerguelen : district d’Arkhangelsk (région de Kotlas-Sogra) ;
- acquisition des aurores artificielles par des systèmes optiques déployés au sol afin de déterminer le profil des émissions, d’évaluer les dimensions des faisceaux d’électrons et de localiser la conjugaison géomagnétique Kerguelen-  région d’Arkhangelsk ;
- étude de la rétrodiffusion atmosphérique par l’analyse de la dimension angulaire et spectrale du faisceau des électrons rétrodiffusés ;
- étude de la dérive de la longitude Est magnétique des électrons réfléchis magnétiquement ;
- étude des interactions faisceau-plasma pour la mesure des divers types d’ondes émises lors de l’injection des électrons.

## Résultats
Les deux charges utiles ont parfaitement fonctionné.
L'expérience ARAKS a atteint la majorité de ses objectifs et fourni une grande quantité de résultats originaux qui permettent de mieux comprendre les problèmes fondamentaux qui se posent  dans toute expérience d'injection de faisceaux d'électrons, en particulier:
- le mécanisme de neutralisation de la charge utile;
- la stabilité du faisceau d'électrons pendant son trajet;
- les mécanismes de génération des ondes électromagnétiques enregistrées au voisinage  du faisceau;

L'utilisation de radars dans l'hémisphère conjugué, en URSS a été efficace pour localiser dans l'espace et dans le temps le point d'impact dans l'atmosphère du faisceau d'électrons. Les électrons "artificiels" émis par le canon ont entrainé une précipitation d'électrons dans l'ionosphère magnétiquement conjuguée, créant une sorte d'aurore artificielle.

## Participants

### France
La participation française à ce programme comprend :
- le Centre national d'études spatiales (CNES) et plus particulièrement la division Fusées-Sondes du Centre spatial de Toulouse (CST)
- les TAAF : Terres australes et antarctiques françaises, Ministère de l’Outremer
- l’Institut national d'astronomie et de géophysique (INAG)
- le Centre d’Étude Spatiale des Rayonnements (CESR), une Unité Mixte de Recherche du CNRS et de l’Université Toulouse III (Paul Sabatier)
- le Laboratoire de Géophysique Externe de Saint-Maur des Fossés (LGE) - CNRS, Université Paris VI
- le Laboratoire de luminescence atmosphérique
- l’Institut d'astrophysique de Paris (IAP) INAG – CNRS
- l’Observatoire de Haute-Provence. INAG – CNRS
- le Centre de Recherches en Physique de l’Environnement terrestre et Planétaire. INAG – CNET – CNRS
- la Météorologie nationale
- le Centre Électronique de l’Armement. Ministère de la Défense. DGA – BRUZ
- le Laboratoire d'Astronomie Spatiale INAG – CNRS
- le Centre de transmission du Secrétariat Général de la Défense Nationale. SGDN
- les Expéditions Polaires Françaises.
- le Laboratoire de Physique Théorique. École Polytechnique. Ministère de la Défense.
- le Centre national d'études des télécommunications (CNET)
- le Centre de Recherches géophysiques de Garchy . INAG – CNRS
- le Laboratoire Central de l’Armement. Ministère de la Défense. DGA
- le Conservatoire national des arts et métiers. Paris. LGE
- la Société nationale industrielle aérospatiale de Cannes.
- la Société Intespace à Toulouse

### URSS
- Académie des Sciences d’URSS à Moscou :
- Conseil Intercosmos à Moscou
- IKI : Institut de Recherche Spatiale à Moscou
- IZMIRAN : Institut du Magnétique Terrestre, de l’Ionosphère, de la Propagation des Ondes à Moscou
- Institut de Recherche Nucléaire Kourchatov à Moscou
- Service hydrométéorologique à Moscou
- Institut Polaire de Géophysique d’Apatity
- Observatoire de géophysique d’Arkhangelsk IZMIRAN à Moscou
- Institut Polaire de Géophysique de Mourmansk

- Académie des Sciences de la République d’Ukraine
- Institut de soudure électrique E.O. Paton à  Kiev
- Établissement de fabrications expérimentales de l’Institut E.O. Paton à  Kiev
- Institut électrodynamique de Kiev

- Université d’État de Leningrad
- Université d’État de Kiev
- Les Services de télécommunication d’URSS
- La Compagnie maritime Morflot
- La Compagnie aérienne Aeroflot

### États-Unis
- Université de Houston. NASA – USAF (US Air Force).

### Photo de la campagne de tir aux Iles Kerguelen
Preuve de la coopération scientifique et humaine sur ce projet, veuillez trouver ci-après la photo de la mission complète , composée respectivement  des équipes Russes, américaine et Européenne.

## Contribution de l'établissement de Cannes
La Société nationale industrielle aérospatiale est choisie comme architecte industriel à la suite d'un appel d'offres du CNES en 1970. L'établissement de Cannes est chargé de la conception et la réalisation des deux pointes scientifiques. Raymond Bourry est nonmé chef de projet.
Le contrat comprend:
- L'étude et la réalisation des structures mécaniques (Louis Besson et Robert Valle)
- L'étude et la réalisation des boitiers électriques et équipements électroniques (Georges Castelli et Roger Abert)
- L'assistance technique au CNES et aux laboratoires scientifiques jusqu'au tirs.

L'équipe d'assistance est composée de:
- Claude Naffrichoux : Responsable mission
- Michel Collard : Technicien équipements
- Robert Lanet : Mécanicien
- Gilbert Reichart : Électricien.

Cette équipe participe aux essais qui sont conduits:
- à Cannes pour les éléments cannois (structures, équipements, maquettes et baies de contrôle)
- à Bruz pour les essais de compatibilité électronique.
- à Toulouse (Sopémea) pour l'intégration et essais de tous les équipements français et soviétiques.
- aux Îles Kerguelen pour les deux tirs avec un vecteur Eridan.